# Otto Kaus
Otto Kaus (* 19. September 1891 in Triest; † 13. April 1945 in Berlin) war ein österreichischer Psychologe, Kritiker, Schriftsteller und Marxist.

## Leben und Werk
Otto Kaus wurde als Sohn des aus Venedig stammenden höheren Postbeamten Eugen Kaus und dessen Ehefrau Anna Kaus in Triest, damals Österreich-Ungarn, geboren. Statt des Vaters wird als Vormund auch ein Giovanni Cesca (oder Lesca) angegeben. Kaus wuchs zweisprachig mit Deutsch und Italienisch auf. Er schloss in Triest das deutschsprachige Kaiserlich-Königliche Staatsgymnasium ab. Danach schrieb er sich zum Wintersemester 1911/12 an der Universität Wien ein - zuerst im Fach Kunstgeschichte und dann im Fach Medizin. Er besuchte einige Vorlesungen, schloss aber kein Studium ab. 
In dieser Zeit verkehrte er in literarischen Kreisen in Wiener Cafés, wie dem Kreis um Franz Blei im Café Herrenhof, wo er seine spätere Ehefrau, die Schriftstellerin Gina Kaus kennen lernte. Er schloss sich dem gerade von Alfred Adler gegründeten Individualpsychologischen Verein, damals noch Verein für freie psychoanalytische Forschung, an.
Kaus war Mitherausgeber der Zeitschrift Summa.
Beiträge von ihm erschienen auch in Zeitschriften, wie Berliner Tageblatt, Die Literarische Welt, Der Tag, Die weißen Blätter oder Das Tage-Buch. Im Zentralblatt für Psychoanalyse beteiligte er sich an der „Onaniedebatte“ mit Wilhelm Stekel und rezensierte italienische Psychiatrie-Zeitschriften. Die 1914 verfasste Tragödie Phaethon war sein einziges eigenes literarisches Werk. Er trat vor allem als individualpsychologischer Literaturinterpret hervor. Es sind von ihm einige Arbeiten über Fjodor Dostojewski erschienen.
Während des Ersten Weltkrieges war er therapeutisch in der Flüchtlingsbetreuung tätig, für die Zeitschrift Die Aktion liefert er einige Psychogramme von Lagerpsychosen.

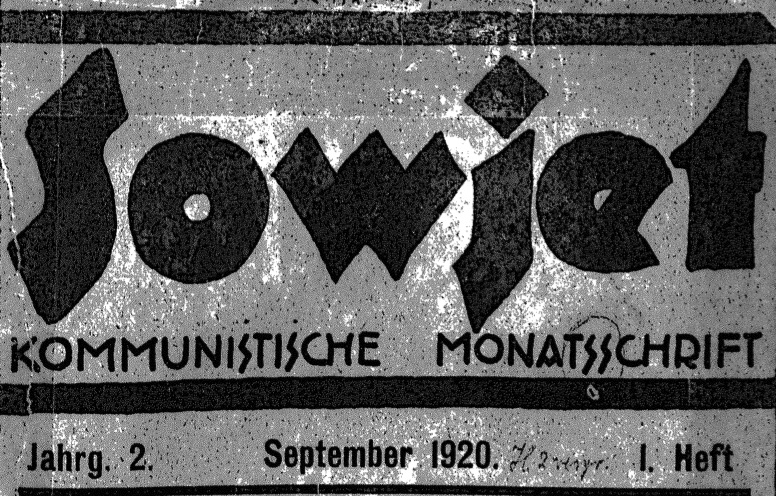
Sowjet – Kommunistische Monatsschrift

Kaus war der Begründer der kommunistischen Zeitschrift Sowjet, deren ersten beiden Jahrgänge er zwischen 1919 und 1921 in der Wiener Verlagsgenossenschaft „Neue Erde“ herausgab. Darin veröffentlichte er zahlreiche eigene Artikel (z. T. auch anonym) vor allem über die russische Literatur und Kultur, Kunstgeschichte und das Kino. 1921 übernahm Paul Levi die Herausgabe der Zeitschrift, hat ihr Erscheinen aber bald darauf eingestellt.
1920 heiratete Otto Kaus Gina Kaus, mit der er 1924 von Wien nach Berlin übersiedelte. Er baute zusammen mit Fritz Künkel die Berliner Sektion des Vereins für Individualpsychologie auf. Mit Künkel gab er die Schriftenreihe Mensch und Gemeinschat und zusammen mit Alfred Adler und Leonhard Seif die Reihe Individuum und Gemeinschaft. Schriften der Internationalen Gesellschaft für Individualpsychologie heraus.
Laut Henry Jacoby, der Otto Kaus in Berlin kennengelernt hatte, sei dieser etwa 1927 infolge einer Syphilis an einer Progressiven Paralyse erkrankt und deswegen auch zeitweilig in einer psychiatrischen geschlossenen Abteilung untergebracht gewesen.
Seit 1933 war Kaus im politischen Untergrund aktiv. Er starb 1945 in Berlin. Anderen Angaben zufolge sei er 1943 bei einem Luftangriff auf Berlin umgekommen.

## Kafkas Briefstelle
Otto Kaus wurde von Franz Kafka in einem Brief an Felice Bauer vom 8. September 1916 erwähnt:

„Nachmittag gestern hatte ich eine fast glückselige Stunde mit einem Buch "Dostojewski" von Otto Kaus. Ich habe Dir in Marienbad ein Bild Blei's gezeigt. Neben ihm steht ein junger Mann in Uniform, das ist Kaus. Empfehlen kann ich es Dir nicht, weil es wenigstens anfangs ganz unverständlich scheint, bei einer gewissen Einstellung aber, die allerdings jedem, der sich in der Zeit und Literatur herumtreibt, möglich ist, sehr, fast allzu einfach wird.“

## Werke
- Der Fall Gogol. Schriften des Vereins für Freie Psychoanalytische Forschung, Reinhardt, München 1912.
- Phaëthon. Tragödie in einem Aufzug. Berlin 1914.
- Dostojewski: zur Kritik der Persönlichkeit. Piper, München 1916.
- Strindberg. Eine Kritik. Piper, München 1918.
- Dostojewski und sein Schicksal. Laub, Berlin 1923.
- Das einzige Kind. Verl. Am Andern Ufer, Dresden 1926.
- Ehe und Ehelosigkeit. In: Mensch und Gemeinschaft: kleine Schriften zur Individualpsychologie / hrsg. von Fritz u. Ruth Künkel, A. Hoffmann, Berlin 1926.
- Die Träume in Dostojewskys "Raskolnikoff". Schriftenreihe: Individuum und Gemeinschaft, Bergmann, München 1926.